# 98.6
「98.6」（きゅうじゅうはちてんろく）は、アメリカ合衆国の歌手、キース（Keith）が1966年に発表した楽曲。
トニー・パワーズ作詞、ジョージ・フィショフ作曲。「98.6」とは華氏の度数を表し、一般的に人間の平熱とされる体温を指す（摂氏37.0度）。
ジェリー・ロスがプロデューサーを務め、ジョー・レンツェッティが編曲した。
1966年11月にシングルA面として発売された。翌1967年、ビルボード・Hot 100の7位、全英シングルチャートの24位を記録し、ゴールドディスクに輝いた。

## 演奏者
- キース - リード・ボーカル
- ヴィニー・ベル - ギター
- ジョー・マッコ - ベース
- アーティ・バトラー - オルガン、ピアノ
- ボビー・グレッグ - ドラムズ
- トーケンズ - バッキング・ボーカル
- 不明 - トランペット、トロンボーン

## カバー・バージョン
- ザ・バイスタンダーズ - 1967年のシングル。全英シングルチャートの45位を記録した。2009年公開の映画『パイレーツ・ロック』に使用された。
- ブライアン・ベネット - 1967年のアルバム『Change of Direction』に収録[2]。インストゥルメンタル。
- デヴィッド・マッカラム - 1968年のアルバム『McCallum』に収録[3]。インストゥルメンタル。
- レスリー・ゴーア - 1969年のシングル。「Lazy Day」とのメドレー。